# U-Bootschule
Die U-Bootschule, später kurzzeitig 1. Unterseebootschule genannt, war eine vom 21. Mai 1935 bis zum 13. Juni 1940 bestehende Ausbildungseinrichtung der deutschen Kriegsmarine. Sie ging durch Umbenennung aus der 1933 geschaffenen U-Boot-Abwehrschule hervor und wurde am 13. Juni 1940 in 1. Unterseebootslehrdivision (1. ULD) umbenannt.

## Geschichte

### Gründung als U-Boot-Abwehrschule
Um das Stammpersonal an Offizieren und Unteroffizieren für die ersten U-Boote der Reichsmarine theoretisch auszubilden, wurde am 1. Oktober 1933 in Kiel-Wik unter dem Tarnnamen U-Boot-Abwehrschule eine entsprechende Einrichtung geschaffen. Sie unterstand der Inspektion des Torpedowesens (Torpedoinspektion).

### U-Bootschule
Die U-Boot-Abwehrschule wurde am 21. Mai 1935, als Geheimhaltung keine Rolle mehr spielte, in U-Bootschule umbenannt, und von Juli bis September 1935 kamen dann die kleinen U-Boote U 1 bis U 6 zur Schule, mit denen die technische und tauchtechnische Schulung der Besatzungen durchgeführt wurde. Die Boote bildeten den der Schule unterstellten „Schulverband der Unterseebootschule“. Im Laufe der Zeit kamen noch weitere Boote hinzu oder wechselten in andere Unterstellungen.
Am 11. Mai 1937 wurde die Schule nach Neustadt in Holstein verlegt und der Schulverband wurde am 1. November 1937 in eine „Unterseebootschulflottille“ und einen „Unterseebootabwehrverband“ geteilt. Dabei hatte die Unterseebootschulflottille die Aufgabe der Einzelausbildung und der taktischen Übung. Der Unterseebootsabwehrverband führte Eigenausbildungen und Lehrgänge durch.
Im September 1939 wurde auf Befehl des Marinestationskommandos Ostsee auch die Schule selbst geteilt, in die U-Bootschule und die U-Boot-Abwehrschule. Während letztere bei der Torpedoinspektion verblieb, wurde die U-Bootschule im Februar 1940 der Organisationsabteilung des BdU unterstellt und am 1. Mai 1940 in 1. Unterseebootschule umbenannt. Sie bestand aus zwei Abteilungen, von denen die I. für das seemännische, die II. für das technische Personal zuständig war.
Am 1. Mai 1940 wurde die Schule in 1. Unterseebootschule umbenannt. Die Unterseebootschulflottille blieb der Schule unterstellt.

### Umbenennung und Ende: 1. U-Lehrdivision
Schon sechs Wochen später, am 13. Juni 1940, wurde die Schule in 1. Unterseebootslehrdivision umbenannt und nach Pillau verlegt und die ihr unterstellte Unterseebootschulflottille wurde in 21. U-Flottille umbenannt. Wenige Tage später traf dann das der Division als Wohnschiff zugewiesene ehemalige KdF-Schiff Robert Ley in Pillau ein. Von seiner Indienststellung im Oktober 1940 bis Juni 1941 war auch das Werkstattschiff Kamerun der Division zugeteilt. Wohnschiff der 21. U-Flottille war von Juli 1940 bis Juni 1944 das U-Boot-Begleitschiff Donau.
Im Juni 1944 wurde die 1. U-Lehrdivision mit der 21. U-Flottille nach Hamburg-Finkenwerder verlegt und schließlich im März 1945 aufgelöst.

## Kommandeure
| Von                | Bis                | Dienstgrad | Name                                                  |
| ------------------ | ------------------ | ---------- | ----------------------------------------------------- |
| 21. Mai 1935       | 17. September 1937 | FKpt/KzS   | Kurt Slevogt                                          |
| 29. September 1937 | 5. Dezember 1937   | FKpt/KzS   | Werner Fürbringer (m.W.d.G.b.)                        |
| 6. Dezember 1937   | 13. April 1938     | FKpt       | Wilhelm Meisel (stellv. Kdr. bis 16. Februar 1938)    |
| 14. April 1938     | 18. September 1939 | KzS        | Werner Scheer                                         |
| 19. September 1939 | 13. Juni 1940      | FKpt       | Hans Ibbeken (wurde Kommandeur der 1. U-Lehrdivision) |